# Helio Pedregal
Heliodoro Pedregal, conocido artísticamente como Helio Pedregal (Oviedo, 21 de septiembre de 1949), es un actor español.

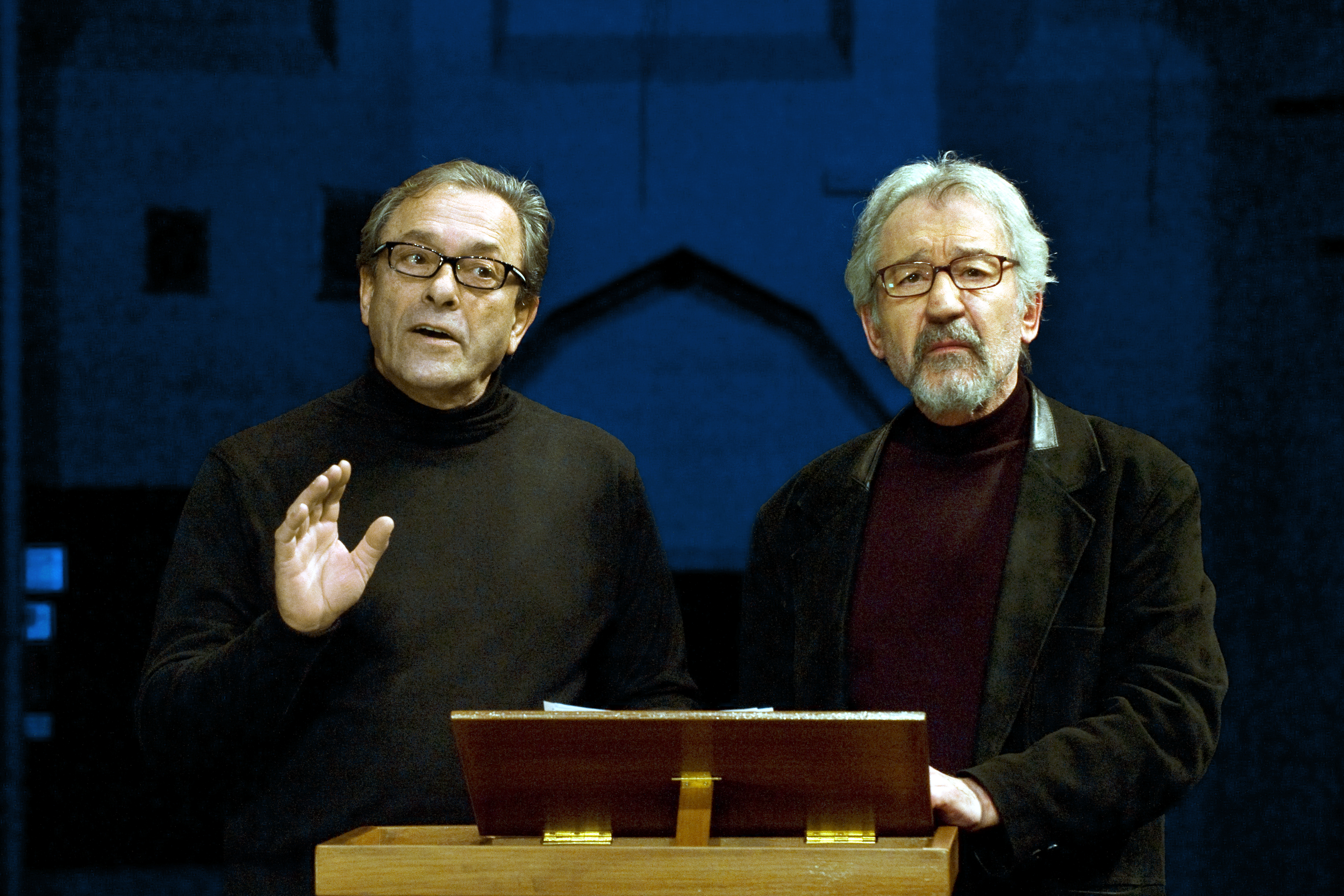
Helio Pedregal y José Sacristán en el Festival de Almagro de 2013

## Biografía
Se instala en Madrid en 1968 y se forma en la Escuela de Cine y posteriormente en el Teatro Experimental Independiente, recibiendo clases de William Layton.

### Teatro
Su carrera artística, inicialmente, se centra en el teatro. Fue bajo la dirección de Miguel Narros donde encontró sus primeros éxitos, llegando a convertirse en habitual en las carteleras madrileñas. Con este director interpretó Así que pasen cinco años (1978), de Federico Garcia Lorca, Seis personajes en busca de autor (1982), de Luigi Pirandello, Don Juan Tenorio (1983), de José Zorrilla, El sueño de una noche de verano (1986), de William Shakespeare, La malquerida (1988), de Jacinto Benavente, Así que pasen cinco años (1989),de Federico García Lorca, La Gallarda (1992), de Rafael Alberti, junto a Ana Belén, Casi una diosa (1993), de Jaime Salom, El yermo de las almas (1996), de Ramón María del Valle-Inclán, La estrella de Sevilla (1998), de Lope de Vega y Panorama desde el puente (2001), de Arthur Miller.
Su registro se amplía, trabajando igualmente con otros muchos directores de escena consagrados y participando en montajes de destacados autores en obras como Ricardo III (1983), de Shakespeare, Luces de bohemia (1984), de Valle-Inclán, dirigida por Lluís Pasqual, Bodas de sangre (1985), de Lorca, dirigida por José Luis Gómez, Los últimos días de Emmanuel Kant (1990), de Alfonso Sastre, dirigida por Josefina Molina, El precio (2003), de Arthur Miller, Cartas de amor a Stalin (1999), de Juan Mayorga, El rey Lear (2002), Hamlet (2005) y La tempestad (2006), de Shakespeare, Afterplay (2006), de Brian Friel, dirigida por José Carlos Plaza, Splendid's (2007), de Jean Genet, El pez gordo (2009), de Roger Rueff, dirigida por Juan Carlos Rubio, Woyzeck (2011), de Georg Büchner, dirigida por Gerardo Vera, Antígona de Mérida, de Miguel Murillo, dirigida por Helena Pimenta, y Diccionario (2012-2014), de Manuel Calzada Pérez, dirigida por José Carlos Plaza.

### Cine
En la década de 1970 realiza algunos cortos independientes, estrenándose en los largometrajes a las órdenes de Juan Antonio Bardem en Siete días de enero (1979). Su carrera cinematográfica no es en exceso amplia, si bien ha tenido ocasión de trabajar con Gerardo Vera en Una mujer bajo la lluvia (1992), Vicente Aranda en La pasión turca (1994), Pedro Almodóvar en Hable con ella (2002) y Mariano Barroso en Lo mejor de Eva (2011).

### Televisión
Si bien había debutado en el medio en la década de 1980 con Estudio 1 y había intervenido en series como Hasta luego, cocodrilo (1992), es a partir del personaje de Don Luis Altamira en la serie Cuéntame cómo pasó (2002), cuando su rostro adquiere mayor popularidad y proyección en la pequeña pantalla. Desde entonces ha formado parte del reparto de algunas de las series de mayor éxito del país, como Herederos (2007-2009) en TVE y Acusados (2009-2010) en Telecinco. Entre enero y febrero de 2015 participó en la miniserie Víctor Ros, con el papel de Aldanza. Ese mismo aparecería en la serie histórica de TVE Carlos, Rey Emperador dando vida a Guillermo de Croy.